# HMMWV
HMMWV (на английски: High Mobility Multipurpose Wheeled Vehicle – високопроходима многоцелева колесна машина), или просто Humvee (Хъмвѝ) е американски високопроходим военен джип. Производството започва през 1984 г. и продължава, като Humvee напълно измества по-лекия М151. Днес е на въоръжение в множество страни по света. Различни въоръжени формирования по света използват Humvee или негови варианти и копия заради изключителната му здравина, бързина и сигурност. Широко разпространен е и цивилният му вариант – H1 Hummer (Хамър).

## Разработка и описание
Към края на 70-те използваните от американската армия транспортни возила започват да остаряват като дизайн и през 1979 г. са изготвени изискванията за нова високопроходима колесна машина. През юли същата година AM General, дъщерна на American Motors Corporation компания започва работа по проекта, и по-малко от година по-късно е създаден прототипът М988. През юни 1981 г. американската армия поръчва още няколко прототипа и след допълнителни изпитания проектът е одобрен и е направена поръчка за 55 000 джипа, които трябва да бъдат доставени до 1985 г. Първата бойна употреба на Humvee е по време на американската инвазия на Панама през 1989 г. Оттогава Humvee е основното транспортно средство на бойното поле за американските войници. Близо 10 000 джипа са използвани и по време на американската инвазия на Ирак през 2003 г.
Humvee се отличава с голям пътен просвет. Джипът е 4х4, с дискови спирачки, които обаче са монтирани до диференциала, което го отличава от стандартните автомобили. Допълнителното оборудване включва лебедка и бронелистове. Съществуват над 17 варианта, в които Humvee се произвежда, всеки със специфични особености. Една от най-новите модификации, М1114, е с подсилена броня и може да бъде въоръжен с гранатомет Мк 19, картечници М2 Browning или M249 SAW. Някои от последните модели, както и по-тежката алтернатива M1117, са снабдени със системата CROWS, позволяваща на стрелеца да управлява въоръжението с дистанционно управление.

## Някои варианти

### САЩ
- М707
- М998 – базов модел, без въоръжение.
- М998 Avenger
- М996 – малка линейка
- М997 – голяма линейка
- М1025 – въоръжен, брониран вариант.
- М1025, въоръжен, подобрен брониран вариант.
- М1035 – линейка
- М1036 – въоръжен с ПТУР TOW
- М1043 – въоръжен вариант с по-тежка броня
- М1044 – подобрен, въоръжен вариант с по-тежка броня
- М1045 – с тежка броня и ПТУР TOW
- М1069 – влекач за оръдие М119
- М1097 Avenger – самоходен зенитно-ракетен комплекс
- HLONS – с монтиран лазер за взривяване на вражески ракети във въздуха.
- М1114, М1116 – варианти с тежко въоръжение и последен модел броня
- Scorpion – създаден през 2004 г. вариант, въоръжен с руска автоматична 82 mm минохвъргачка 2Б9 Василёк. Разработен от Picatinni Arsenal, Ню Джърси.

### Китай
- EQ2050/SQF2040 – китайски копия, произвеждани съвместно с General Motors.

### Турция
- Otocar Cobra – бронирано транспортно возило, базирано на Humvee.

### Швейцария
- MOWAG Eagle

### Гърция
- M1114GR – гръцки вариант, въоръжен с ПТУР 9М113 Корнет. Произвежда се по лиценз.

## Употреба
Подобно на предхождащите го М151 и М38 Willys, Humvee е предназначен да транспортира войници, и няма системи за ЯХБЗ или броня. Употребата им е ефективна по време на Войната в Залива, заради високата проходимост и издръжливост, но през 1993 г., в Битката за Могадишу загиват десетки американски войници вследствие на атаки с огнестрелни оръжия и РПГ, срещу които Humvee няма защита. От 1996 г. насам в малки количества се произвежда бронираният М1114, с по-мощен двигател, климатик и по-издръжливо окачване. След инвазията на Ирак през 2003 г. става ясно, че специфичните бойни действия в градските райони изискват всички джипове да бъдат защитени, и производството вече е концентрирано върху М1114. Американските войници и морски пехотинци, чиито возила не са снабдени с броня, често прибягват до заваряване на допълнителни метални плочи и елементи за защита от атаки с огнестрелни оръжия. Тези приспособления са известни сред войниците като „просташка броня“ (hillbilly armor). Увеличеното тегло от тези защити обаче вреди на окачването, ускорението, управлението и спирачките.

## Подобни машини
- Toyota Mega Cruiser
- ГАЗ-2975
- MOWAG Eagle
- M1117

## Оператори
- Албания – над 300
- Алжир – 200
- Аржентина – ок. 200
- Афганистан – 213 от 2500 поръчани
- Босна и Херцеговина
- България – 52, от тях 2 са линейки.
- Венецуела
- Грузия
- Гърция – над 500
- Дания – 30, въоръжени с ПТУР
- Доминиканска република
- Египет – ок. 4000
- Еквадор – ок. 30
- Зимбабве – използва китайски копия
- Израел – над 2000
- Ирак – ок. 4000
- Иран – ок. 20
- Испания – ок. 150
- Йемен
- Китай – EQ2050 и други копия
- Колумбия – над 400
- Латвия
- Ливан – 285, 300 поръчани
- Литва
- Люксембург
- Северна Македония – 56
- Мароко – 650
- Мексико – ок. 3700
- Нова Зеландия
- Панама – 7
- Полша – 217
- Португалия – 22
- Филипини – 300
- Румъния – 8
- Саудитска Арабия
- Словакия
- Словения – 30
- Сърбия – 50, специална модификация
- Тайван
- Тайланд
- Турция -789
- Украйна – 150
- Хърватия – 12 поръчани
- Чехия
- Чили – 220